# Triaenodes hybos
Triaenodes hybos är en nattsländeart som beskrevs av Wolfram Mey 1998. Triaenodes hybos ingår i släktet Triaenodes och familjen långhornssländor. Inga underarter finns listade i Catalogue of Life.